# اتمار لیبرت

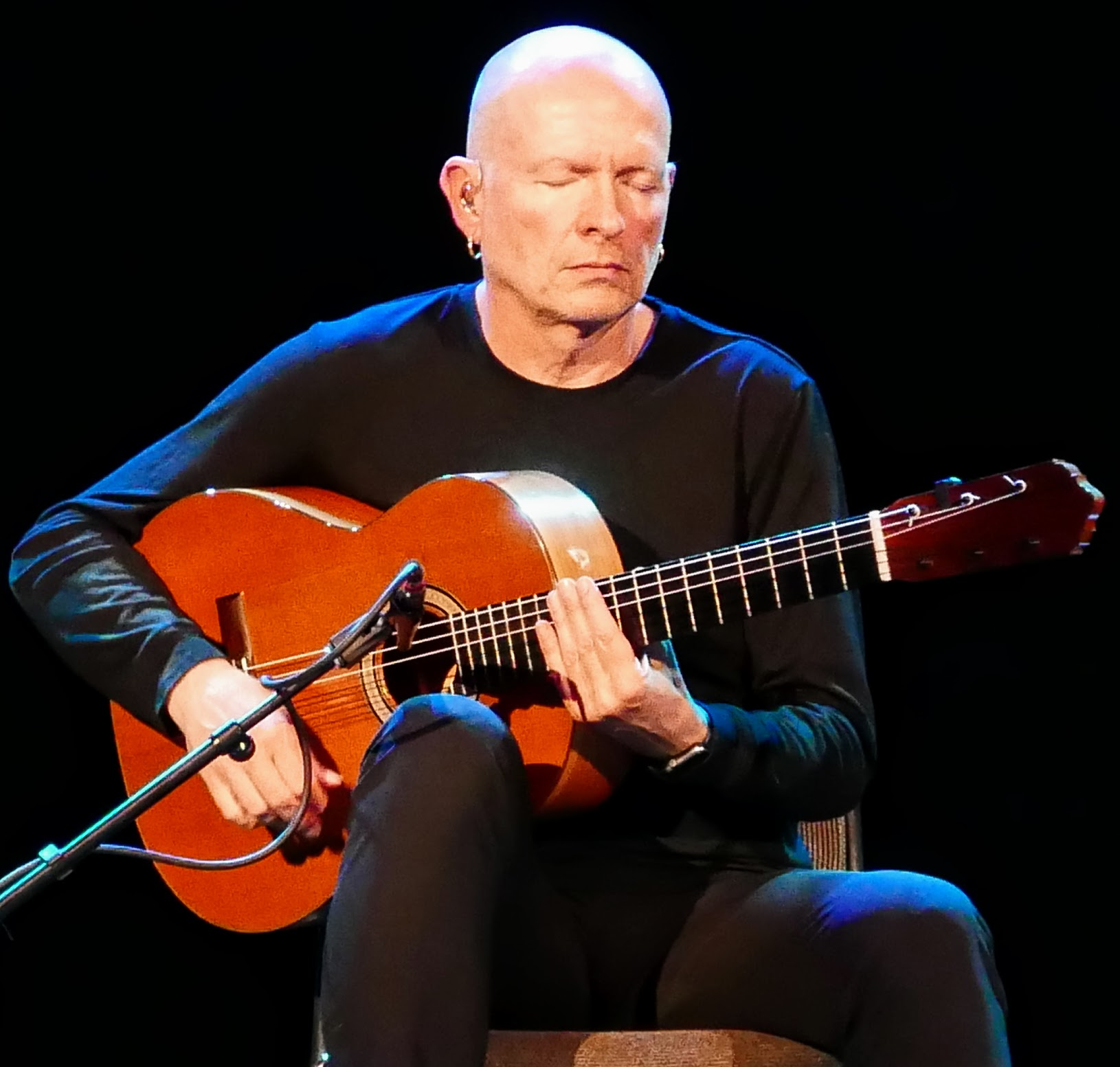
اتمار لیبرت

اوتمار لیبرت (زادهٔ ۱ فوریهٔ ۱۹۵۹، کلن) گیتاریست و آهنگساز برجستهٔ آلمانی است.

## زندگی‌نامه
اوتمار لیبرت در سال ۱۹۵۹ از پدری آلمانی-چینی و مادری مجارستانی به دنیا آمد. او بیشتر کودکی خود را در سفر به اروپا و آسیا گذرانده‌است. او گیتار را از سن ۱۱ یازده سالگی شروع کرد و در ۱۸ سالگی که در حال تکمیل دوره گیتار کلاسیک بود، عازم سفری طولانی به سمت آسیا و روسیه شد.
لیبرت به صورت گسترده سفر کرد و موسیقی سنتی این مناطق را فرا گرفت، ولی هنگام بازگشت به غرب، روزنه بسیار کوچکی برای نفوذ این نوع از موسیقی پیدا کرد، چرا که در آن زمان یعنی سال‌های آخر دهه ۱۹۷۰ موسیقی پاپ جایگاه ویژه‌ای داشت
ابتدا در آلمان و سپس در بوستون آمریکا، مهارت‌های خود را در زمینه گیتار و موسیقی به اجرا گذاشت ولی گروهی که او با آن‌ها همکاری می‌کرد در سال ۱۹۸۵ منحل شد و او با ناراحتی بسمت غرب حرکت کرد

## فعالیت
اوتمار لیبرت رهبر گروه لونا نگرا ("ماه سیاه") و دارای سبک فلامنکو نو که ترکیب فلامنکو با جاز، موسیقی آرامبخش هندی و ژانرهای دیگر است، می‌باشد.
در سانتا فه مکزیک، او خود را شیفته و مجذوب محیط آرام و هنری آنجا پیدا کرد، جایی که نیازی به فهماندن موسیقی به مردمش نداشت و آن‌ها خود به موسیقی علاقه‌مند بودند.
در ابتدا او فقط برای سرگرمی خودش گیتار می‌نواخت، اما دیری نگذشت که او را در رستورانهای محلی می‌دیدیم که در میان حضار مشتاق مشغول نواختن بود. در نتیجه، در سال ۱۹۸۸ اولین تفکرات برای تشکیل گروه جدید به ذهنش آمد
که در نهایت اولین آلبوم رسمی اوتمار شد، سر آغاز کارهای نوینی بود CD سی دی
ابتکاری به خرج داد بطوریکه Frank Howell از جمله اینکه در آن زمان نقاش مشهور شهر
او هزاران کپی از سی دی‌های لیبرت را به همراه تابلوهایش به عنوان تبلیغ و جذب بیشتر مشتری به فروش رساند. همچنین این آلبوم به رادیو نیز پا باز کرد و برنامه ریزان رادیویی به رقابت برای پخش آهنگ‌های اوتمار لیبرت در شبکه‌های خود پرداختند
از جمله موفقیت‌های آلبوم او می‌توان گفت که این آلبوم در سال‌های ۱۹۹۳ تا ۱۹۹۷ از طرف کشورهای آمریکا، کانادا، نیوزیلند و استرالیا مورد تشویقهای گوناگونی قرار گرفت و به عنوان بهترین آلبوم سال برگزیده شد
و Poet & Angles (۱۹۹۰) دو آلبوم دیگر با نام‌های شعرها و فرشتگان و بوراسک بدنبال آلبوم او در رده‌های بعدی نووآ فلامنکو قرار گرفتند Borassca (1991)
Neuveau Flamenco که در ایران با نام بعد از باران گسترش یافت
در سال ۱۹۹۲ که از کمپانی سونی میوزیک انتشار یافت Solo Para Ti سلو پارا تی
که با همکاری اوتمار لیبرت و لونا نگرا و با چهره محبوب کارلوس سانتانا که در دو آهنگ Ottmar Liebert & Luna Negra & Santana آلبوم را همراهی می‌کرد وارد بازار شد
این آلبوم نه تنها به عنوان بهترین آلبوم سال شناخته شد بلکه در بین ۱۰۰ آلبومی که در نوع خود بینظیر بودند در صدر قرار گرفت و نام اوتمار لیبرت را برای دومین بار به عنوان بهترین بهترینها در جدول قرار داد
و همچنین در آمریکا و کانادا برنده جایزه شد و بدنبال اینها، او چند اجرای موفق و عالی در تورهای مسافرتی خود داشت که توانست به جمع هوادارانش هزاران تن دیگر نیز بیفزاید
در سال ۱۹۹۳ آلبوم جدید او با نام ساعاتی بین شب و روز به جایگاه او به عنوان اسطوره گیتار The houres between day and night پاپ فلامنکو استحکام خاص بخشید
این کار جادوئی نوین و زیبا برای سازگاری گیتار الکتریک و آکوستیک بود که جوایز
وارد عرصه هنر شد Viva بسیاری را نصیب خود کرد و در سال ۱۹۹۵ با آلبوم
اولین کار هنری او با کمپانی سونی کلاسیکال با نام تمایلی به درون شب که دارای دو ویژگی اول اینکه نوعی سبک جدید برای گیتاریستها بود Leaning into the night منحصر بفرد بود
و دوم توسعه‌ای در امر نوازندگی به ویژه موسیقی رومانتیک شد که این دو ویژگی سبب شد تا نام او به عنوان هنرمند عصر جدید در سراسر گیتی شناخته شود
ترتیب داده شده بود و توسط گیتار Oscar Castro Neves در بین دوازده گلچینی که توسط
به‌خوبی ۶ آهنگ مشهور دیگر با نظم و ترتیب Leaning into the night به اجرا درآمد
گیتار را به تصویر کشید
این رکورد در نهایت به عنوان اول دست یافت و در صدر قرار گرفت و تا مدت‌ها آنجا باقی ماند

## آلبوم‌ها
از کارهای او می‌توان آلبوم‌های زیر را نام برد:
- یک گیتار (۲۰۰۶)
- اشک در باران (۲۰۰۵)
- گل زمستانی (۲۰۰۵)
- شب‌های بارسلونا: بهترین‌های اوتمار لیبرت (۲۰۰۱)